# Нижньогородський метрополітен
Нижньогородський метрополітен (рос. Нижегородский метрополитен) — система ліній метрополітену у Нижньому Новгороді. Відкритий 20 листопада 1985 року.

## Історія
Розробка проєкту метрополітену почалася у жовтні 1973 року. 17 грудня 1977 року розпочалося будівництво зі станції «Ленінська», з вересня 1978 року з котловану майбутньої станції почалася проходка тунелів. У 1980-х роках будівництво метро в місті йшло швидкими темпами. 

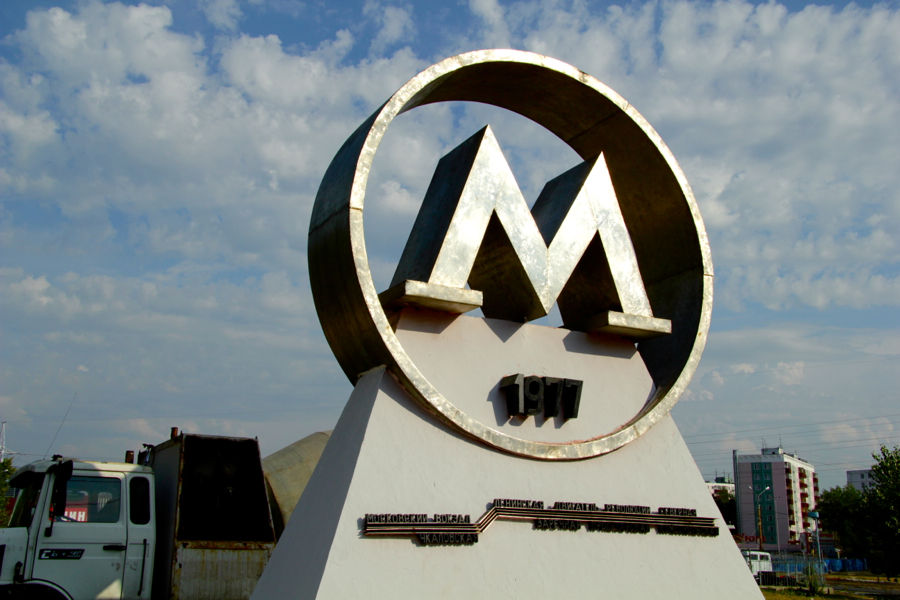
Пам'ятник на місці початку будівництва метро

Після відкриття початкової дільниці у 1985 році, кожні два роки відкривалися по дві нових станції. Початкова дільниця другої лінії відкрилася у 1993 році, після цього будівництво метро в місті майже припинилося. Наступну станцію відкрили лише через 9 років. У наступні роки ситуація не покращилася, через великий об'єм робіт на будівництві метромосту та станції «Горьківська», та через дефіцит бюджету міста будівництво нової станції розтягнулося на 10 років. Завдяки проведенню в місті матчів Чемпіонату світу з футболу-2018 з федерального бюджету виділили кошти на будівництво станції «Стрілка» що розташована поблизу нового стадіону.

### Хронологія розвитку метро
- 20 листопада 1985 — відкрита початкова дільниця «Московська» — «Пролетарська» з 6 станцій та 7,8 км.
- 8 серпня 1987 — розширення на 2 станції, дільниця «Пролетарська» — «Комсомольська».
- 15 листопада 1989 — розширення на 2 станції, дільниця «Комсомольська» — «Парк Культури».
- 20 грудня 1993 — відкрита перша черга Сормовсько-Мещерської лінії, дільниця «Московська» — «Бурнаковська»
- 9 вересня 2002 — відкрита станція «Буревісник».
- 4 листопада 2012 — відкрилася станція «Горьківська».
- 12 червня 2018 — відкрита станція «Стрілка».

## Лінії метрополітену
| Назва лінії          | №/колір | Російською          | Введена в дію | Довжина | Кількість станцій |
| -------------------- | ------- | ------------------- | ------------- | ------- | ----------------- |
| Автозаводська        | 1       | Автозаводская       | 1985          | 14,7 км | 11                |
| Сормовсько-Мещерська | 2       | Сормовско-Мещерская | 1993          | 7,1 км  | 5                 |
| Нагірна              | 3       | Нагорная            | планується    |         |                   |
| Всього:              | Всього: | Всього:             | Всього:       | 21,8 км | 15                |

## Станції
Станом на червень 2018 року в місті діє 15 станцій на двох лініях, з яких 14 підземних мілкого закладення та одна наземна крита («Буревісник»). Більшість станцій мають острівну платформу, берегова платформа лише на станції «Буревісник». Станція «Московська» має дві острівні платформи задля організації кросплатформової пересадки. «Горьківська» єдина станція обладнана ліфтом.

## Вартість проїзду
У радянські часи вартість проїзду становила 5 копійок, після розпаду СРСР почали використовувати жетони. Спочатку жетони Петербурзького та Нижньогородського метрополітенів мали схожі характеристики та вагу. Це викликало постійний відтік жетонів до Петербургу, тому що вартість проїзду там була завжди значно вища. Щоб вирішити цю проблему, в Самарі запровадили інший тип жетонів, а у Нижньому Новгороді змінили їхню вагу, просвердливши всередині дірку.
Цікавий факт — наприкінці 1990-х оплата проїзду здійснювалася двома жетонами. Це було запроваджено через те, що турнікети не відрізняли дворублеву монету від жетона, а проїзд коштував 3 рублі. Розрізняти монету та жетон турнікети навчили на початку 2000-х років, тоді ж відпала необхідність використання двох жетонів для оплати однієї поїздки.
Оплата проїзду здійснюється жетонами та транспортними картками введеними у 2015 році. Вартість проїзду з 15 серпня 2017 року (за інформацією офіційного сайту метро [Архівовано 2 березня 2018 у Wayback Machine.]) — 28 рублів при оплаті жетоном, та 26 по транспортній картці. Вартість проїзних: 1400 рублів — для дорослих, 600 рублів — для студентів, 500 рублів — для школярів.

## Рухомий склад
У Нижньогородському метрополітені з моменту відкриття і понині використовуються вагони 81-717/714, чотири склади, що складаються з вагонів 81-717.5/714.5, а також три склади 81-717.6/714.6, придбані перед відкриттям станції «Горьківська». Ще три склади надійшли в Нижній Новгород у жовтні 2013 року. У метрополітені єдине депо ТЧ-1 «Пролетарське», в ньому знаходиться 27 складів (депо розраховане на 32 склади), одночасно на лінії працюють від 10 до 14 складів. Велика частина вагонів виготовлена на ЗАТ «Вагонмаш» в Санкт-Петербурзі, крім того експлуатуються вагони з «Метровагонмаш» в Митищах. У складах по чотири вагони. З 2015 року старі вагони 81-717/714 відправляються на капітально-відновний ремонт на Жовтневий електровагоноремонтний завод (ОЕВРЗ).
З 1985 по 1993 роки в Нижньому Новгороді експлуатувалися вагони типу «Д», які були передані з ТЧ-9 «Філі». Наразі вагони № 2064 та 2082 перебувають на консервації в ТЧ-1. Доля решти вагонів невідома. За деякими даними, вагон № 2127 після списання можливо був порізаний, а вагони № 2082 та № 2064 були списані і стоять, як сараї в депо.

## Режим роботи
- Метрополітен працює з 05:15 до 00:10. На станціях, що мають два виходи, постійно відкритий лише один, інший відкритий за скороченим графіком.

## Цікаві факти
- У Нижньому Новгороді існує станція-примара, яка знаходиться біля Ярмарки: роботи почались, але згодом об'єкт був законсервований через помилку під час будівництво.
- Під час  будівництва  станції «Зарічна» мало не відбулася трагедія: при засипці котлованів робітники наткнулись на 250-кілограмовую фугасну бомбу часів Другої світової війни, яку було знищено саперами, викликаних на об'єкт.
- Під тунелями метрополітену тече річка Ржавка, русло якої було перенаправлено у коллектор.
- Напич «Комсомольська» на стіні однойменної станції виконана фірмовим шрифтом газети «Комсомольська правда». Саме на цій станції знаходиться музей метрополитену, а ще на станції закладена капсула з посиланням «майбутнім комсомольцям», яку за заповітом повинні вскрити у 2087 році.
- У Нижньогородському метрополітені існує лише одне електродепо, куди прямують вагони зі станції «Пролетарська».

## Галерея

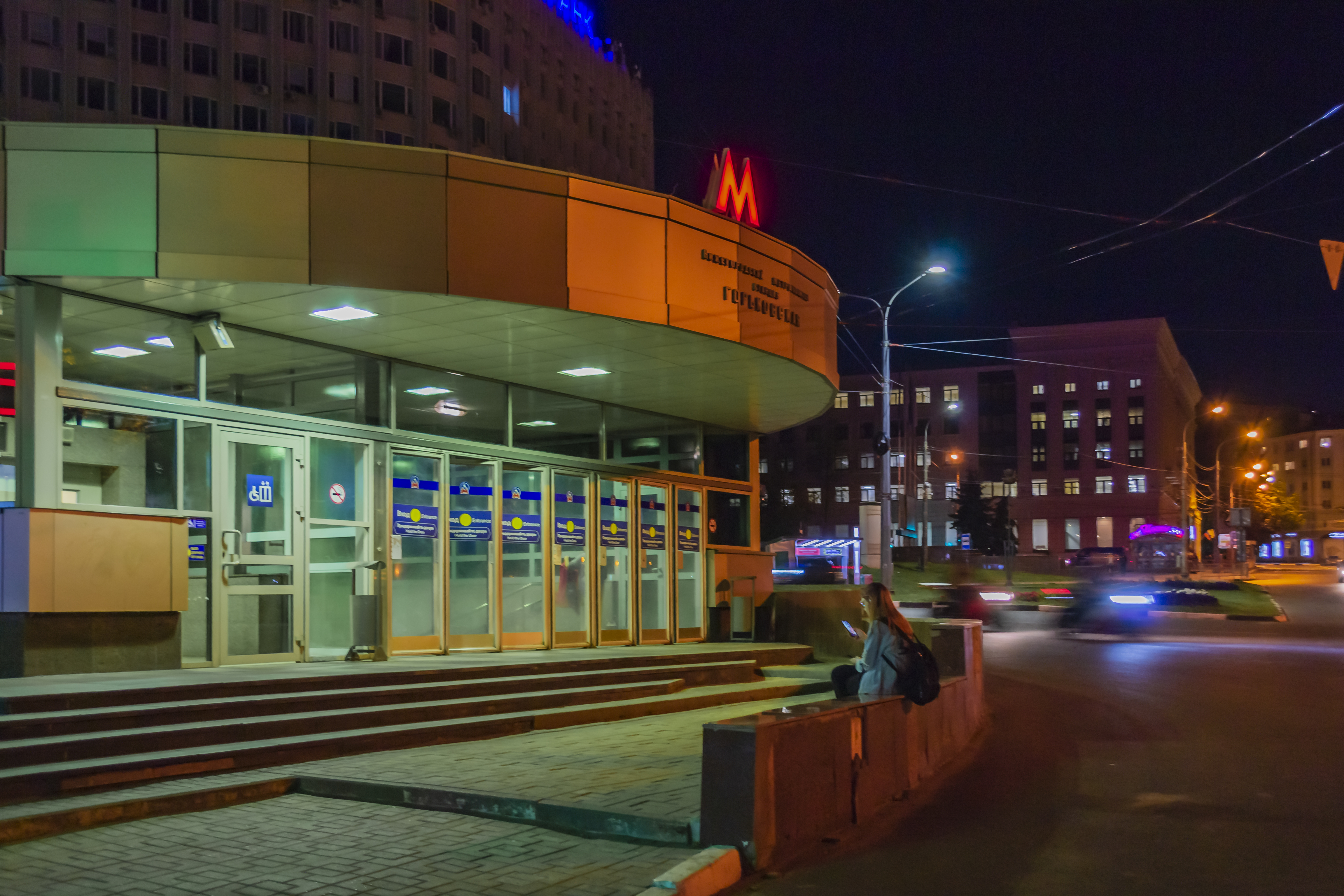
Один з виходів зі станції метро «Горьківська»
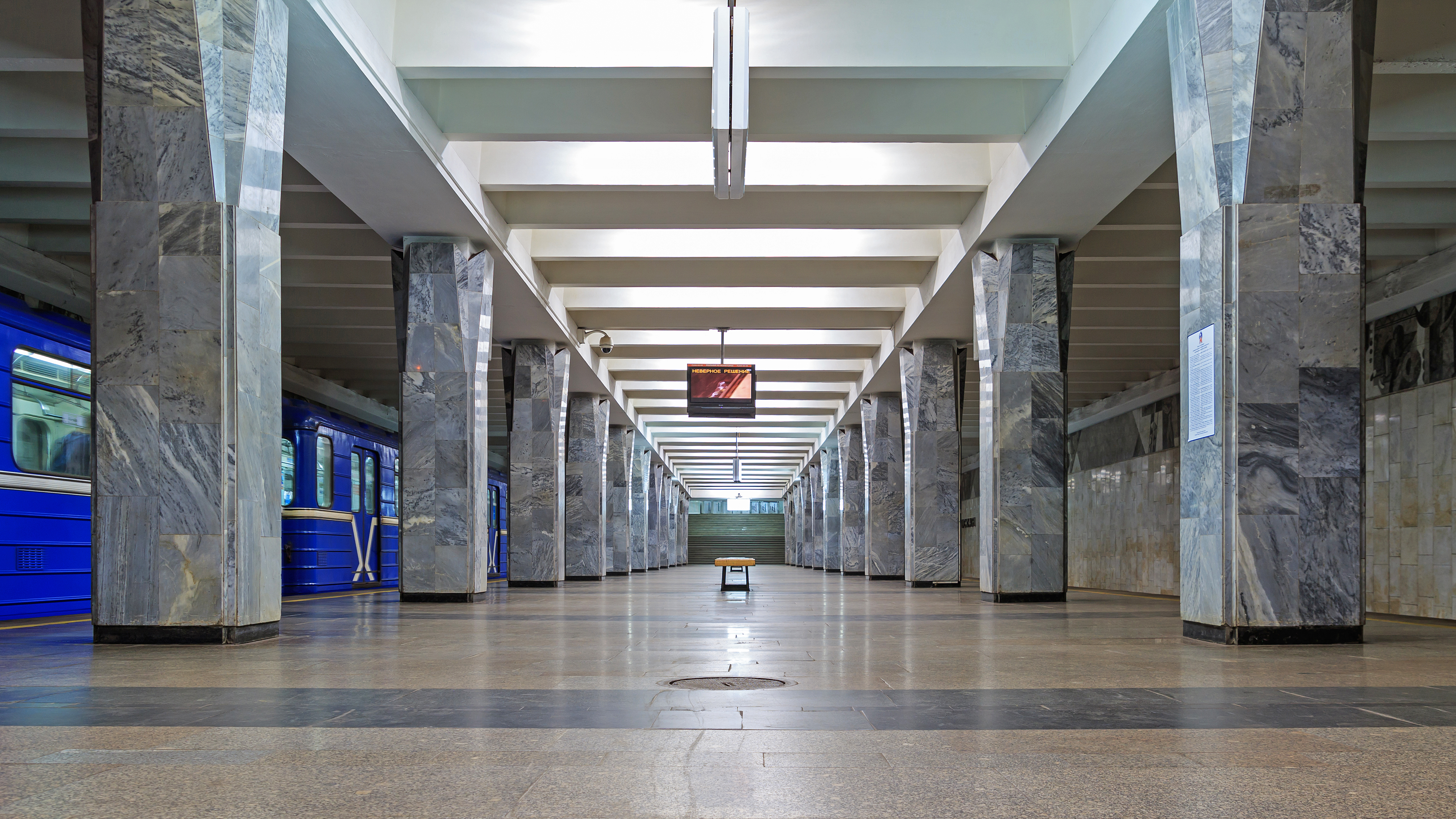
Станція метро «Автозаводська»
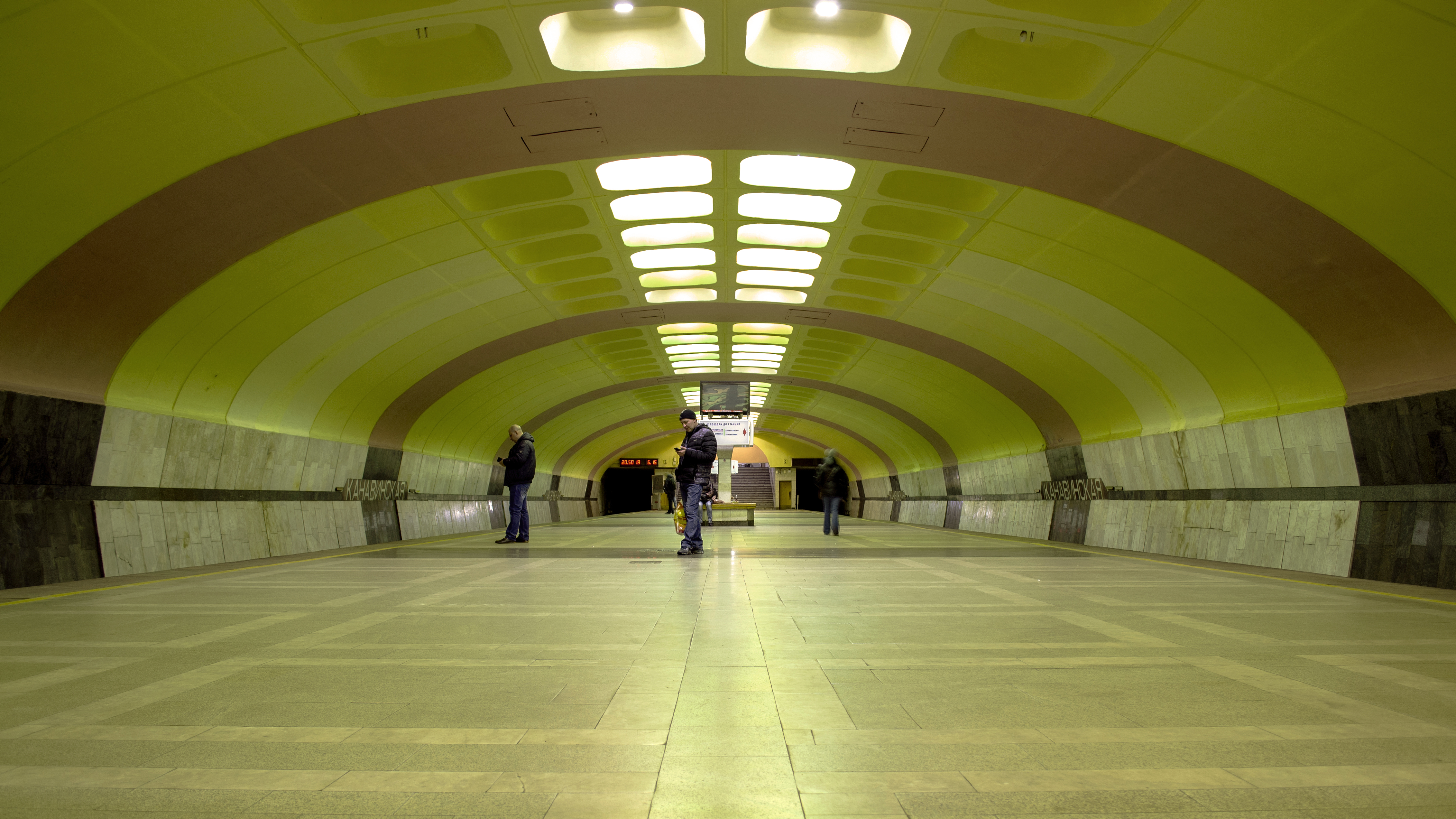
Станція метро «Канавінська»
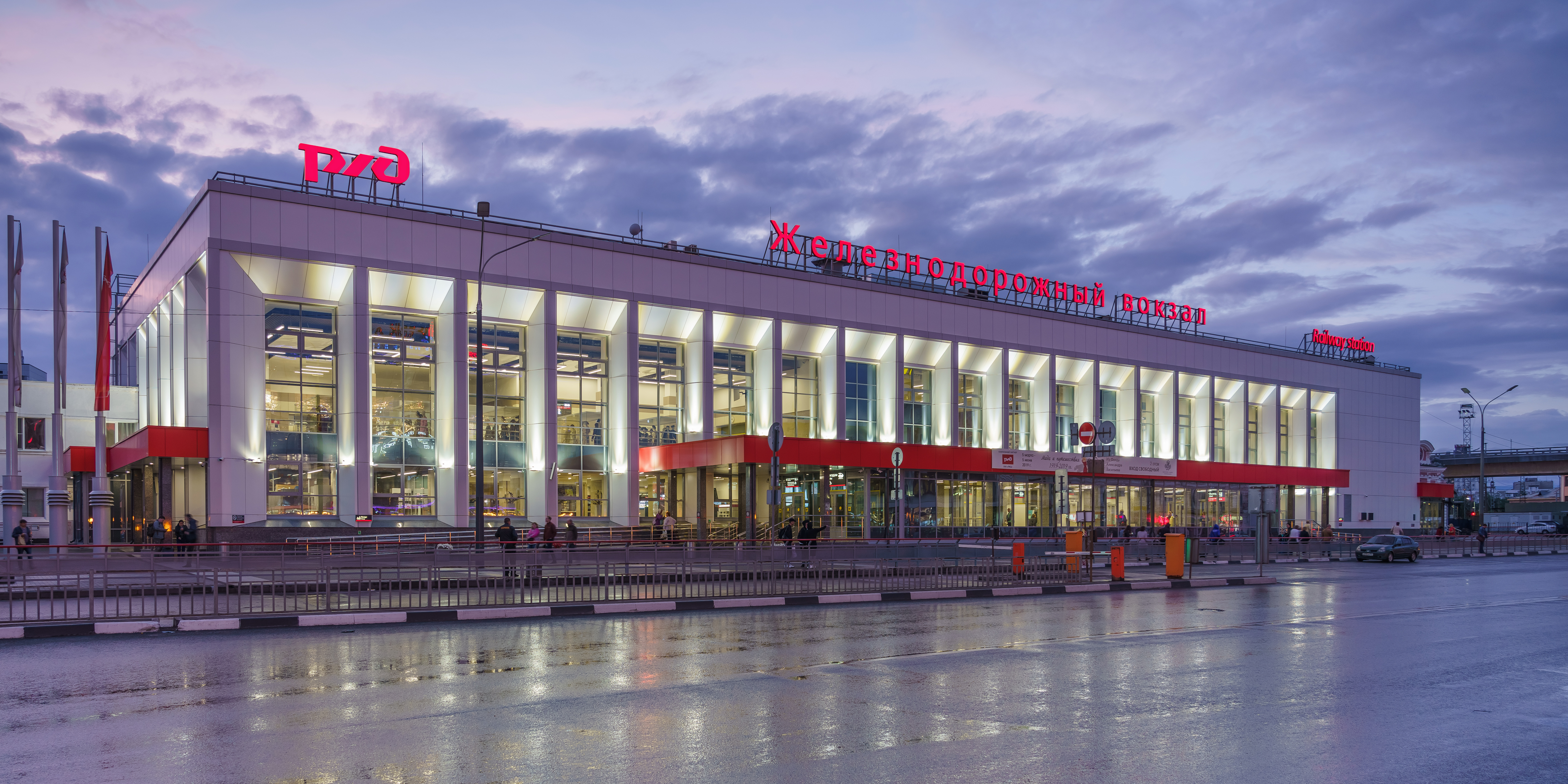
Московський вокзал та станція метро «Московська»
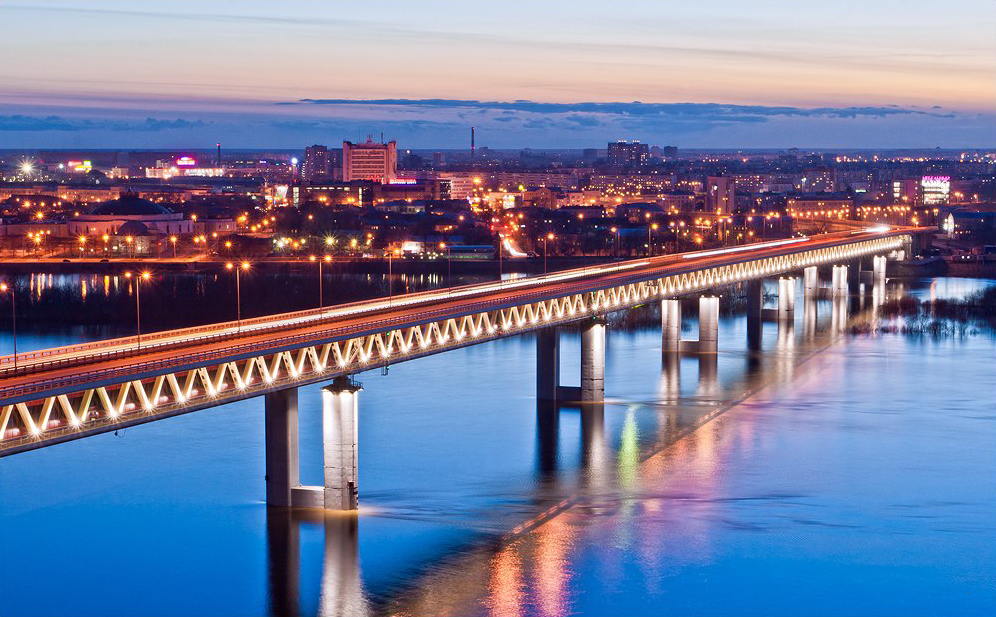
Метроміст через річку Ока